# Värperör

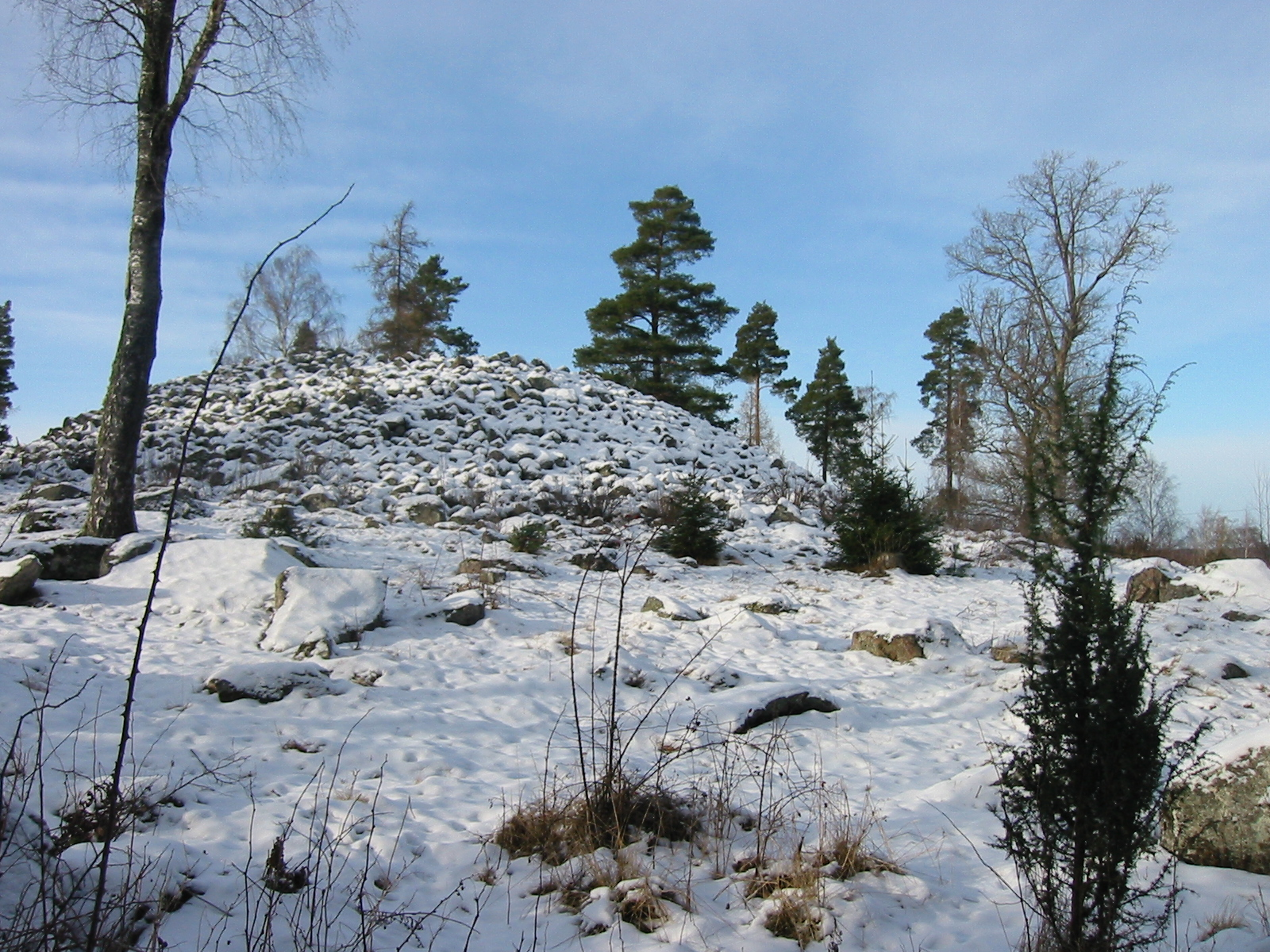
Värperör

Die Värperör ist eine Röse (schwedisch Gravröse oder Rojr) aus der Bronzezeit (1800–500 v. Chr.) Sie liegt auf dem Kamm eines Bergrückens, 150 Meter südlich des namengebenden Hofes Värpeby, auf einem Gräberfeld nordwestlich von Kolbäck in der Gemeinde Hallstahammar in Västmanland in Schweden.
Värperör ist mit fünf Metern Höhe und etwa 35,0 m Durchmesser Västmanlands größte Röse. Sie ist aus schwerem Steinmaterial und hat eine große Mittelgrube. Hier sprengte sich in den 1820er Jahren der Archäologe Alexander Seton mit Hilfe von Schießpulver ins Innere des Hügels. Etwa 100 Meter östlich der Röse liegt ein Gräberfeld mit 20 Steinsetzungen.
Nach den Megalithanlagen und Steinkisten sind die Rösen die nächste Stein-Architektur Dänemarks und Skandinaviens. Ausgewählte Tote wurden zunächst einzeln – bisweilen auch zu zweit – in Holz- oder Steinkisten unter den während der älteren Bronzezeit regional besonders monumentalen Steinhügeln bestattet, die manchmal final mit Erde bedeckt (Lejsturojr) wurden. Während der Eisenzeit wurde unter den Steinhügeln auch Leichenbrand deponiert (Röse von Gösslunda).